# Tubáfono
Un tubáfono es un instrumento musical idiófono construido a partir de una serie de tubos de metal dispuestos en una configuración de teclado, donde cada tubo produce una nota musical al ser percutido con una baqueta. Instrumentos similares son el Glockenspiel y el xilófono, que pertenecen a la familia de instrumentos de percusión melódica.